# 熊本市立日吉東小学校
熊本市立日吉東小学校（くまもとしりつ ひよしひがししょうがっこう）は、熊本県熊本市南区近見五丁目にある公立小学校。

## 沿革
- 1995年（平成7年） - 熊本市立日吉小学校より分離し開校

## 委員会
- 企画委員会
- 放送委員会
- 保健委員会
- 生活安全委員会
- 給食委員会
- 栽培委員会
- 美化委員会
- 体育委員会
- 図書委員会

## クラブ活動

### 運動部
- 野球部
- サッカー部
- 男女バスケットボール部
- 女子バレーボール部

### 文化部
- 器楽部（けやきアンサンブル）

創部初年（2002年）にRKK器楽合奏コンクールにおいて最優秀賞を受賞
その後も5年連続で金賞（そのうち3度最優秀賞）を受賞